# Бањоли (Напуљ)
Бањоли (итал. Bagnoli) је насеље у Италији у округу Напуљ, региону Кампанија.
Према процени из 2011. у насељу је живело 24671 становника. Насеље се налази на надморској висини од 3 м.